# Rubroboletus
Genre
Rubroboletus est un genre de champignons (Fungi) basidiomycètes de la famille des Boletaceae.

## Classification
Ce genre de gros bolets rouges a été séparé du genre Boletus en 2014, dans le nouveau genre Rubroboletus — le latin rubro faisant référence à la rougeur du pied et des tubes — à la suite de nombreuses études phylogénétiques effectuées sur le genre Boletus s.l.
Il contient notamment le célèbre Bolet satan, gros bolet toxique européen. 

## Liste des espèces présentes en France métropolitaine
- Rubroboletus demonensis Vasquez, Simonini, Svetash., Mikšík & Vizzini 2017
- Rubroboletus dupainii (Boud.) Kuan Zhao & Zhu L. Yang 2014
- Rubroboletus legaliae (Pilát & Dermek) Della Magg. & Trassin. 2015
- Rubroboletus lupinus (Fr.) Costanzo, Gelardi, Simonini & Vizzini 2015
- Rubroboletus pulchrotinctus (Alessio) Kuan Zhao & Zhu L. Yang 2014
- Rubroboletus rhodoxanthus (Krombh.) Kuan Zhao & Zhu L. Yang 2014
- Rubroboletus rubrosanguineus (Cheype) Kuan Zhao & Zhu L. Yang 2014
- Rubroboletus satanas (Lenz) Kuan Zhao & Zhu L. Yang 2014

## Liste des espèces mondiales
Selon Index Fungorum (11 octobre 2021) :
- Rubroboletus demonensis Vasquez, Simonini, Svetash., Mikšík & Vizzini 2017
- Rubroboletus dupainii (Boud.) Kuan Zhao & Zhu L. Yang 2014
- Rubroboletus eastwoodiae (Murrill) Vasquez, Simonini, Svetash., Mikšík & Vizzini 2017
- Rubroboletus esculentus Kuan Zhao, Hui M. Shao & Zhu L. Yang 2017
- Rubroboletus haematinus (Halling) D. Arora & J.L. Frank 2015
- Rubroboletus latisporus Kuan Zhao & Zhu L. Yang 2014
- Rubroboletus legaliae (Pilát & Dermek) Della Magg. & Trassin. 2015
- Rubroboletus lupinus (Fr.) Costanzo, Gelardi, Simonini & Vizzini 2015
- Rubroboletus pulcherrimus (Thiers & Halling) D. Arora, N. Siegel & J.L. Frank 2015
- Rubroboletus pulchrotinctus (Alessio) Kuan Zhao & Zhu L. Yang 2014
- Rubroboletus rhodosanguineus (Both) Kuan Zhao & Zhu L. Yang 2014
- Rubroboletus rhodoxanthus (Krombh.) Kuan Zhao & Zhu L. Yang 2014
- Rubroboletus rubrosanguineus (Cheype) Kuan Zhao & Zhu L. Yang 2014
- Rubroboletus satanas (Lenz) Kuan Zhao & Zhu L. Yang 2014
- Rubroboletus sinicus (W.F. Chiu) Kuan Zhao & Zhu L. Yang 2014

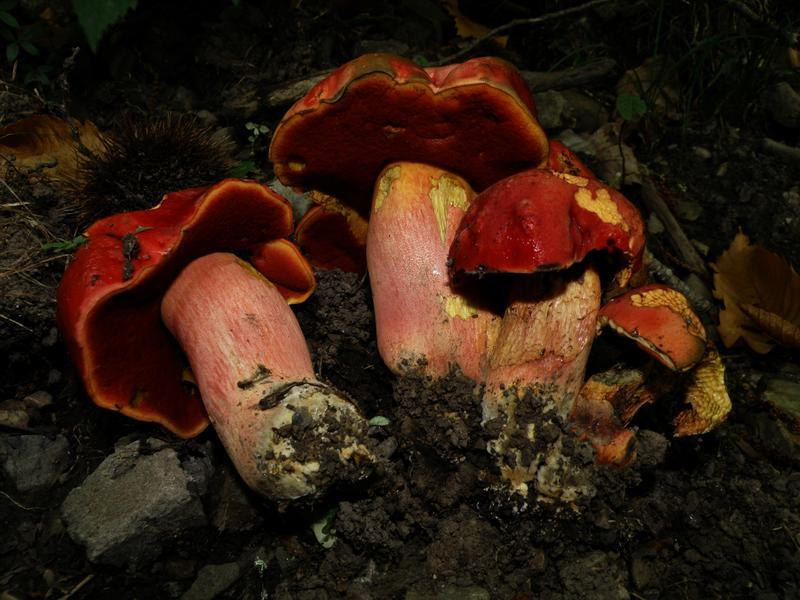
Rubroboletus dupainii.
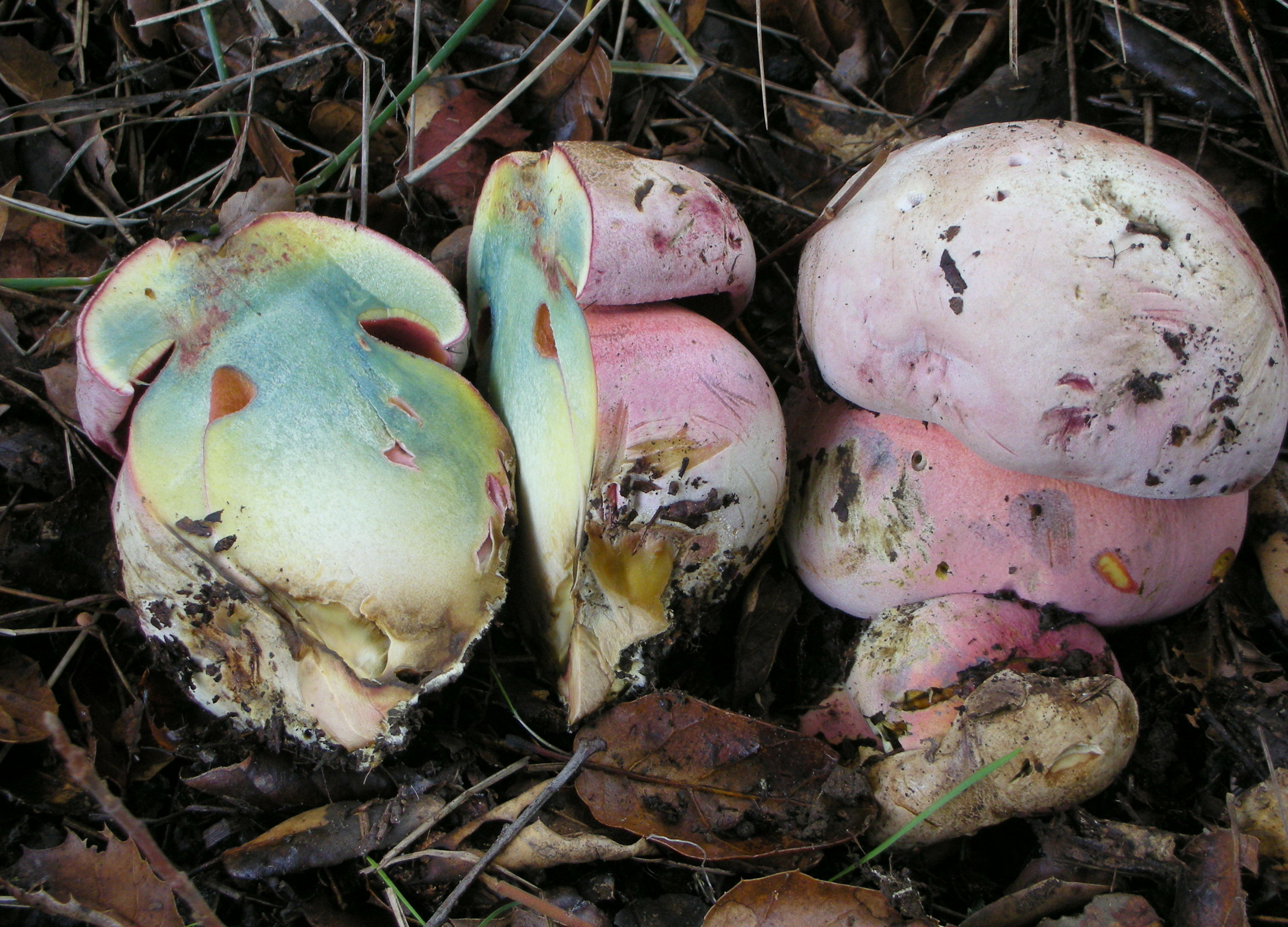
Rubroboletus eastwoodiae.
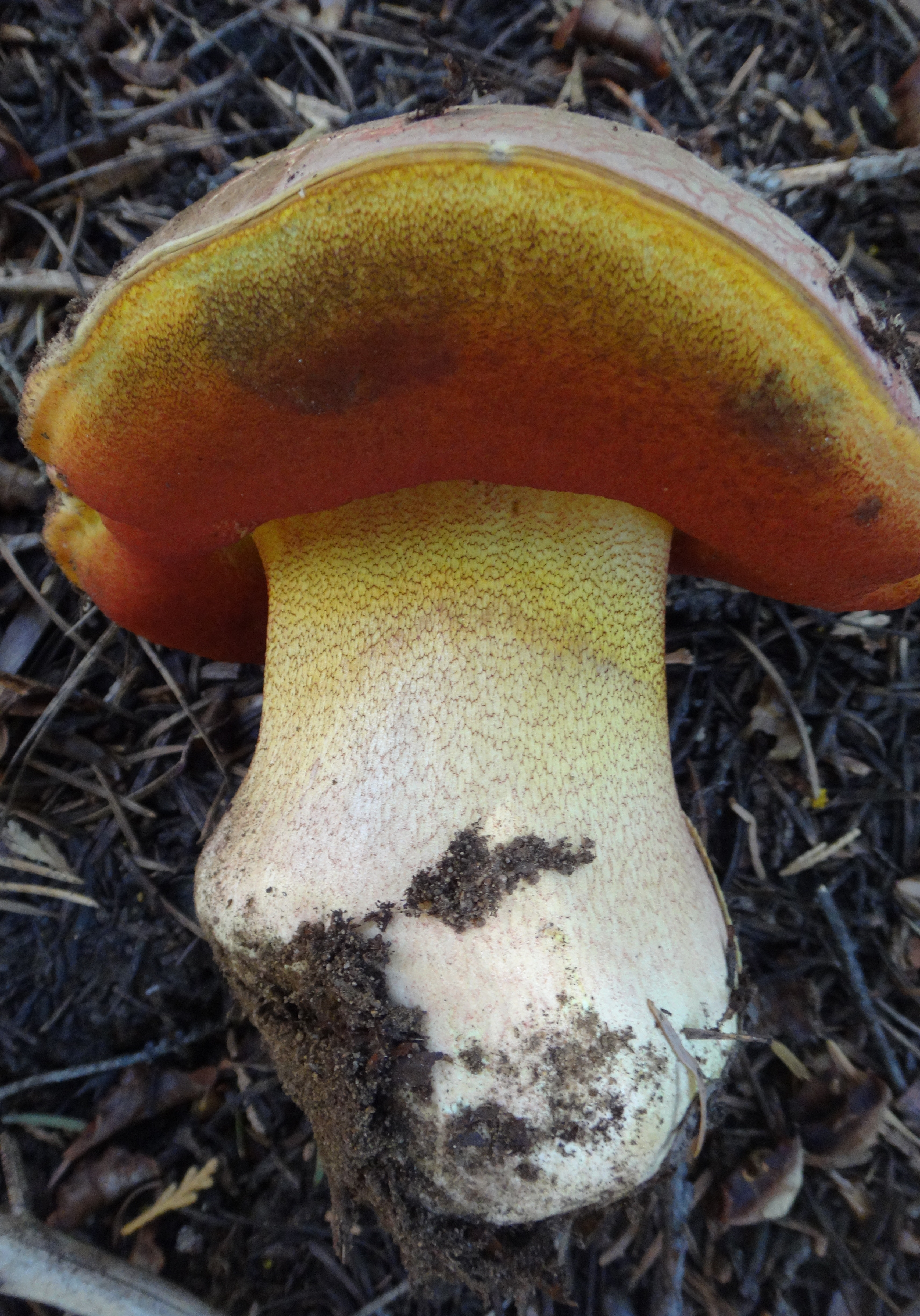
Rubroboletus haematinus.
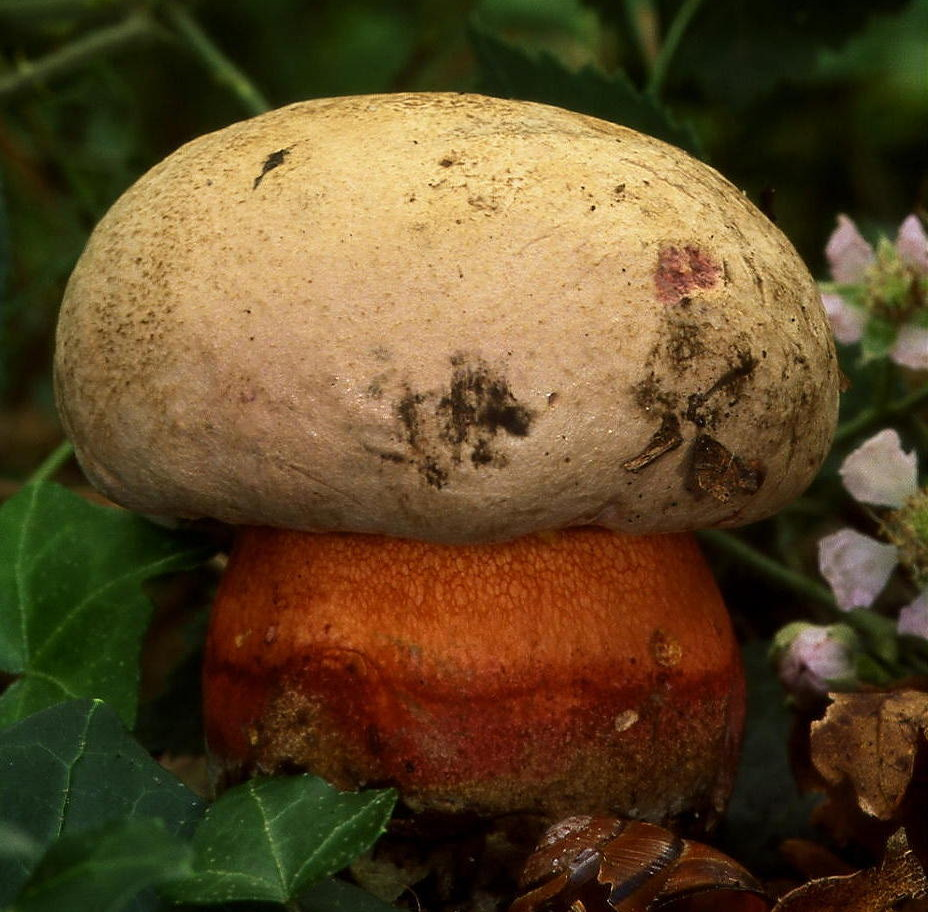
Rubroboletus legaliae.
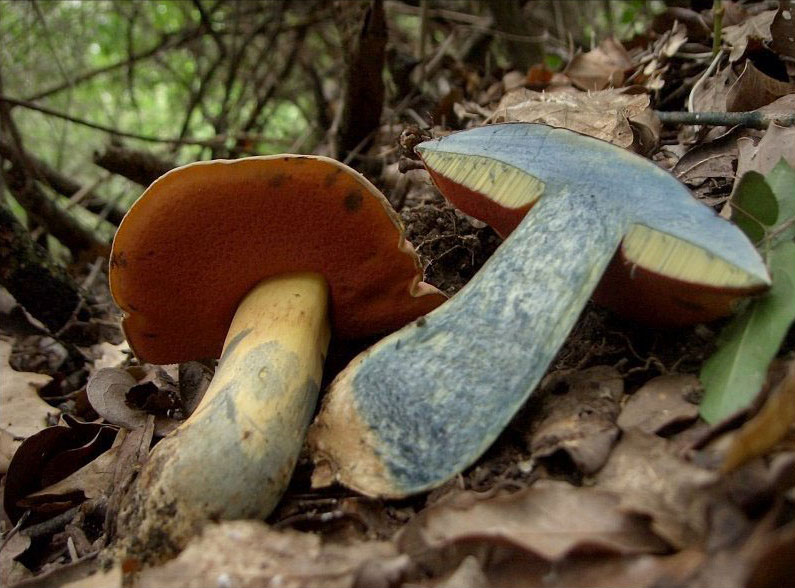
Rubroboletus lupinus.
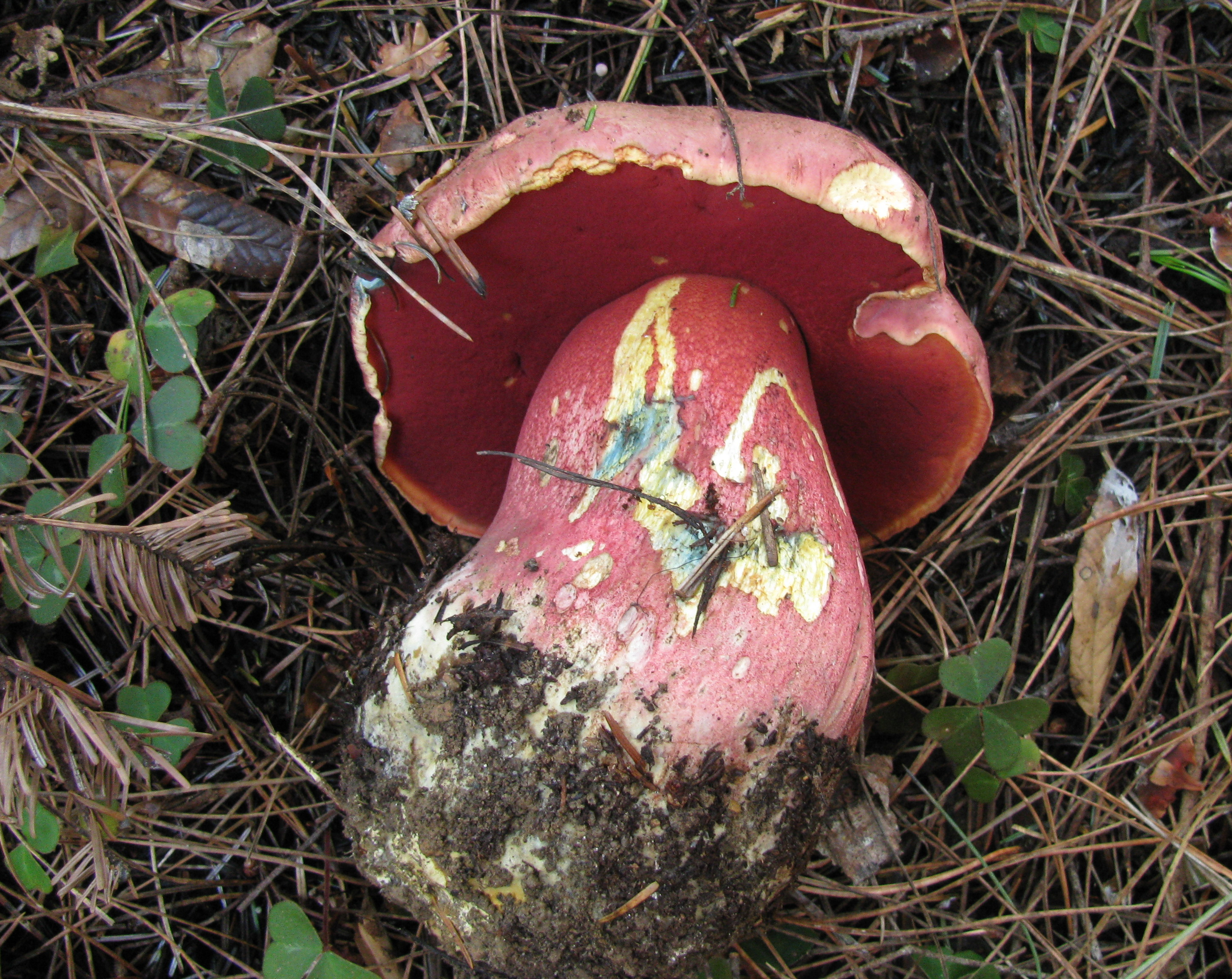
Rubroboletus pulcherrimus.
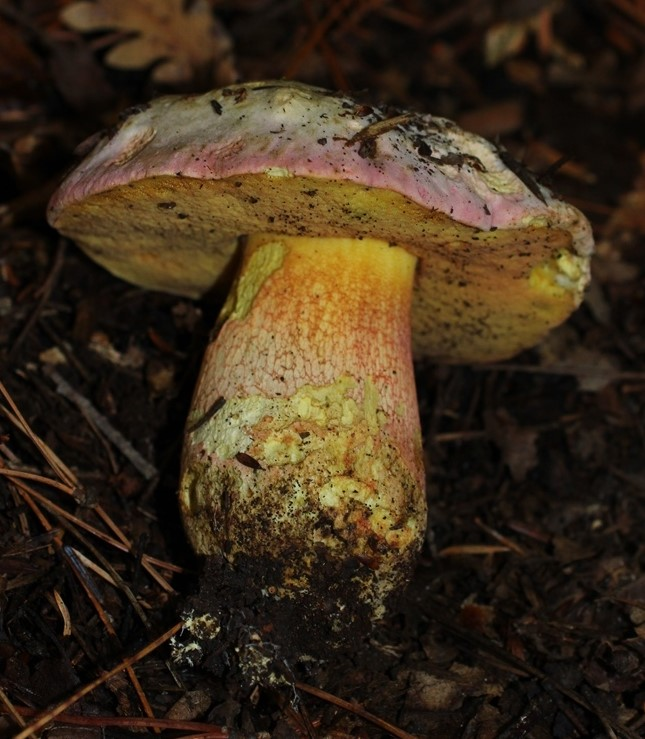
Rubroboletus pulchrotinctus
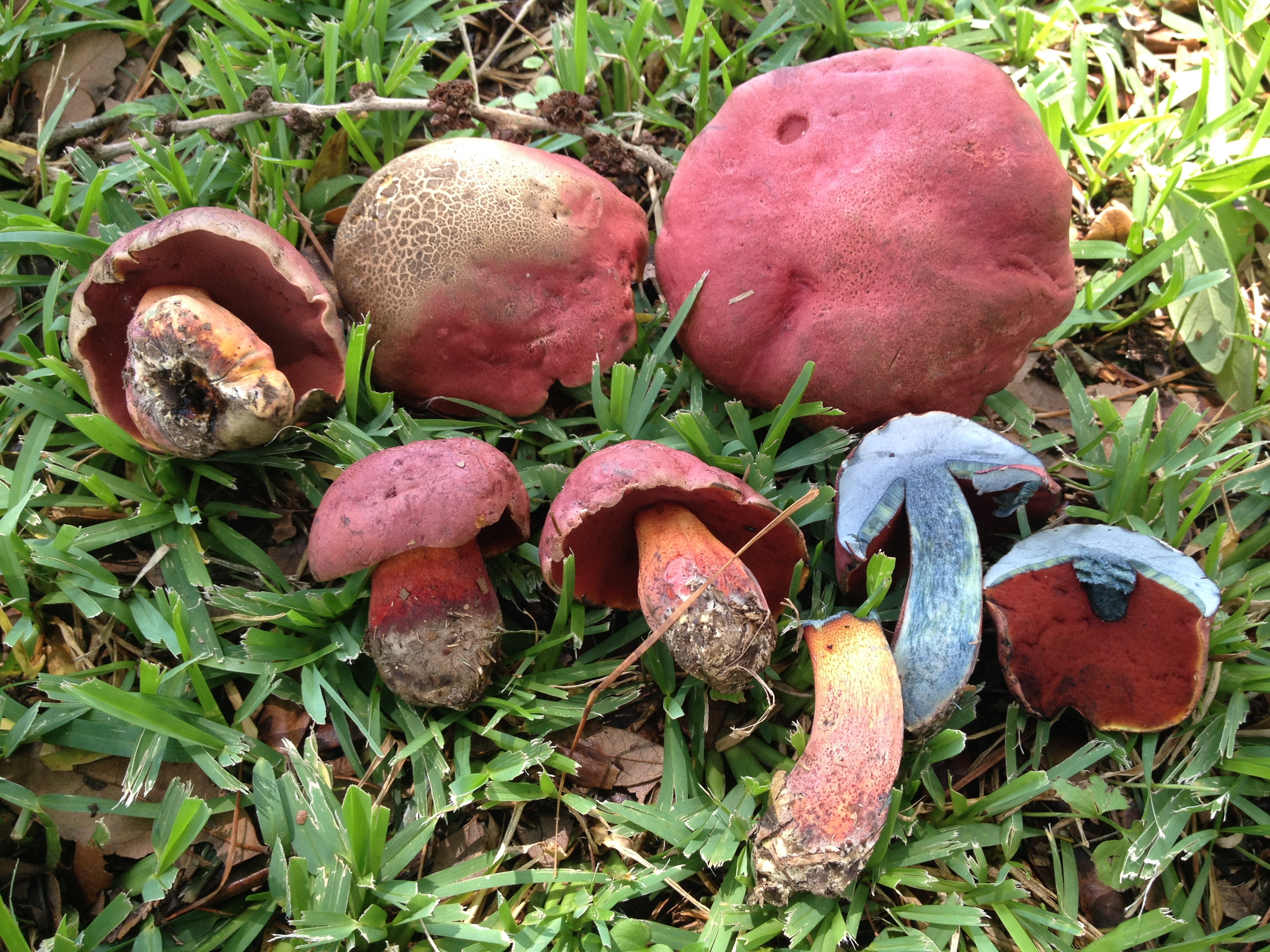
Rubroboletus rhodosanguineus.
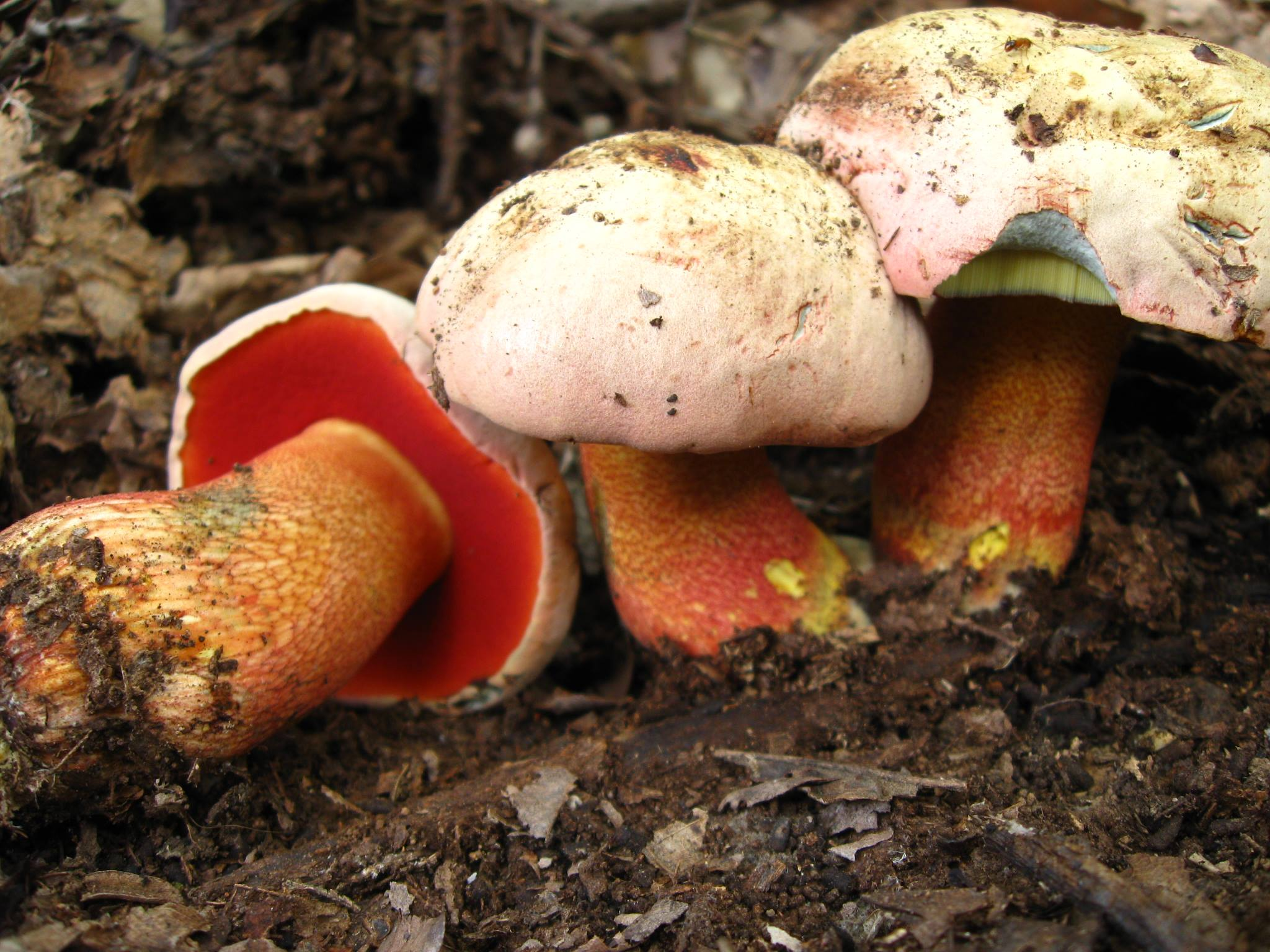
Rubroboletus rhodoxanthus.
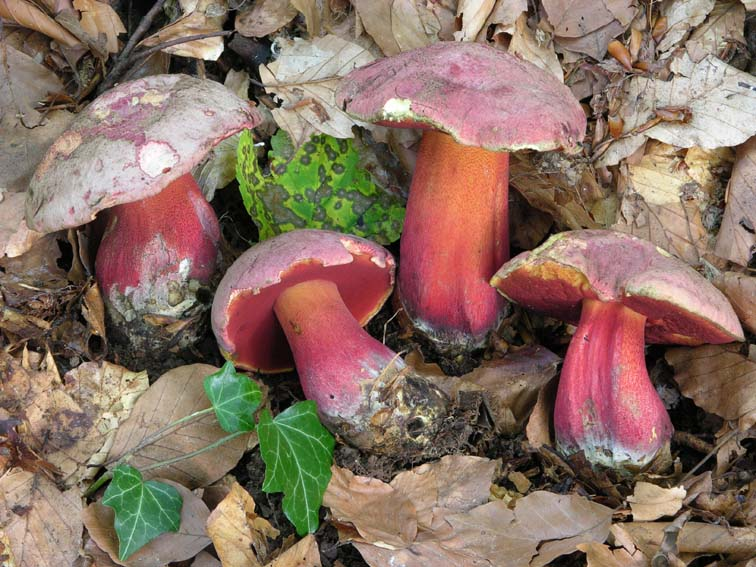
Rubroboletus rubrosanguineus.
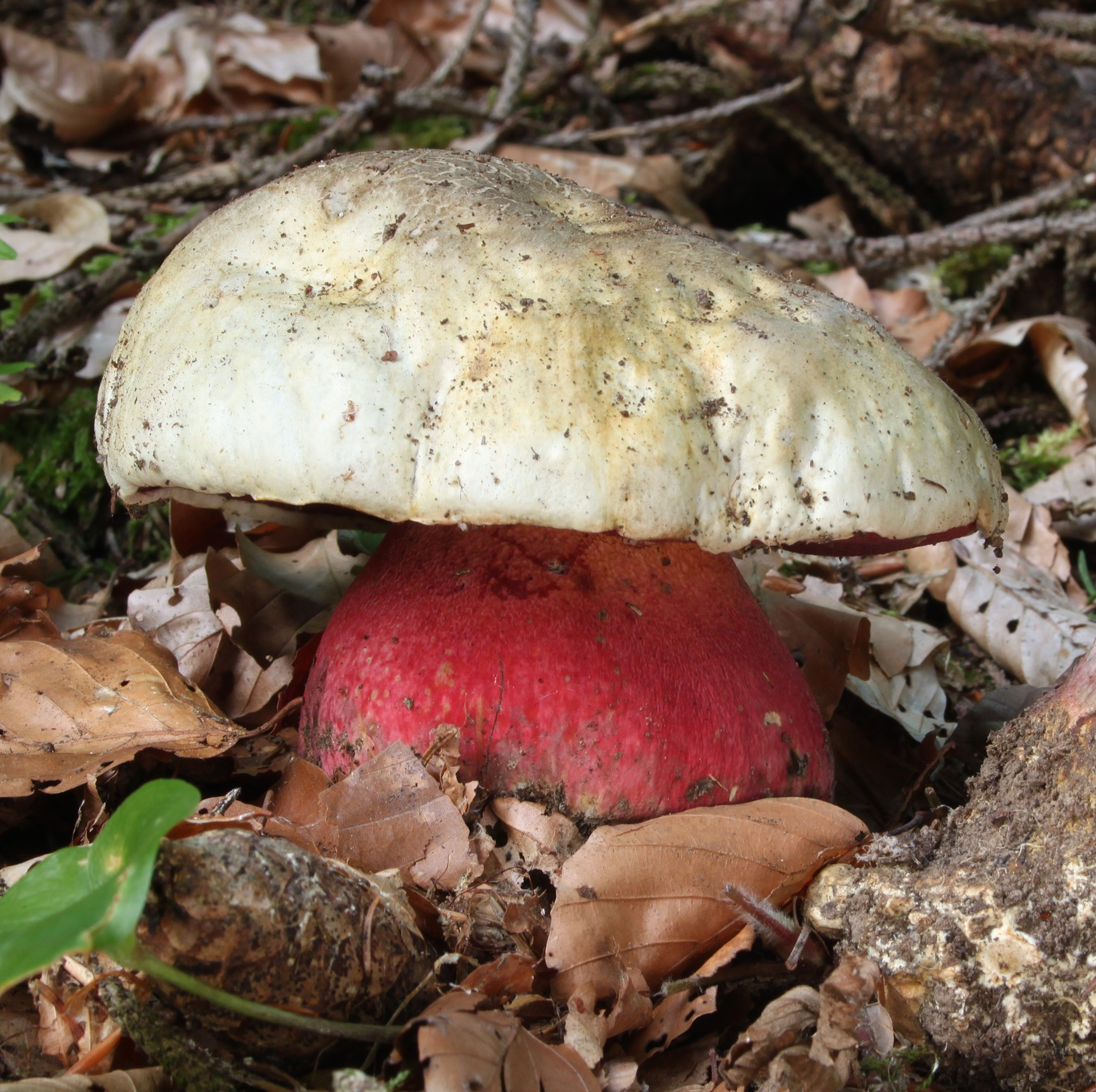
Rubroboletus satanas.
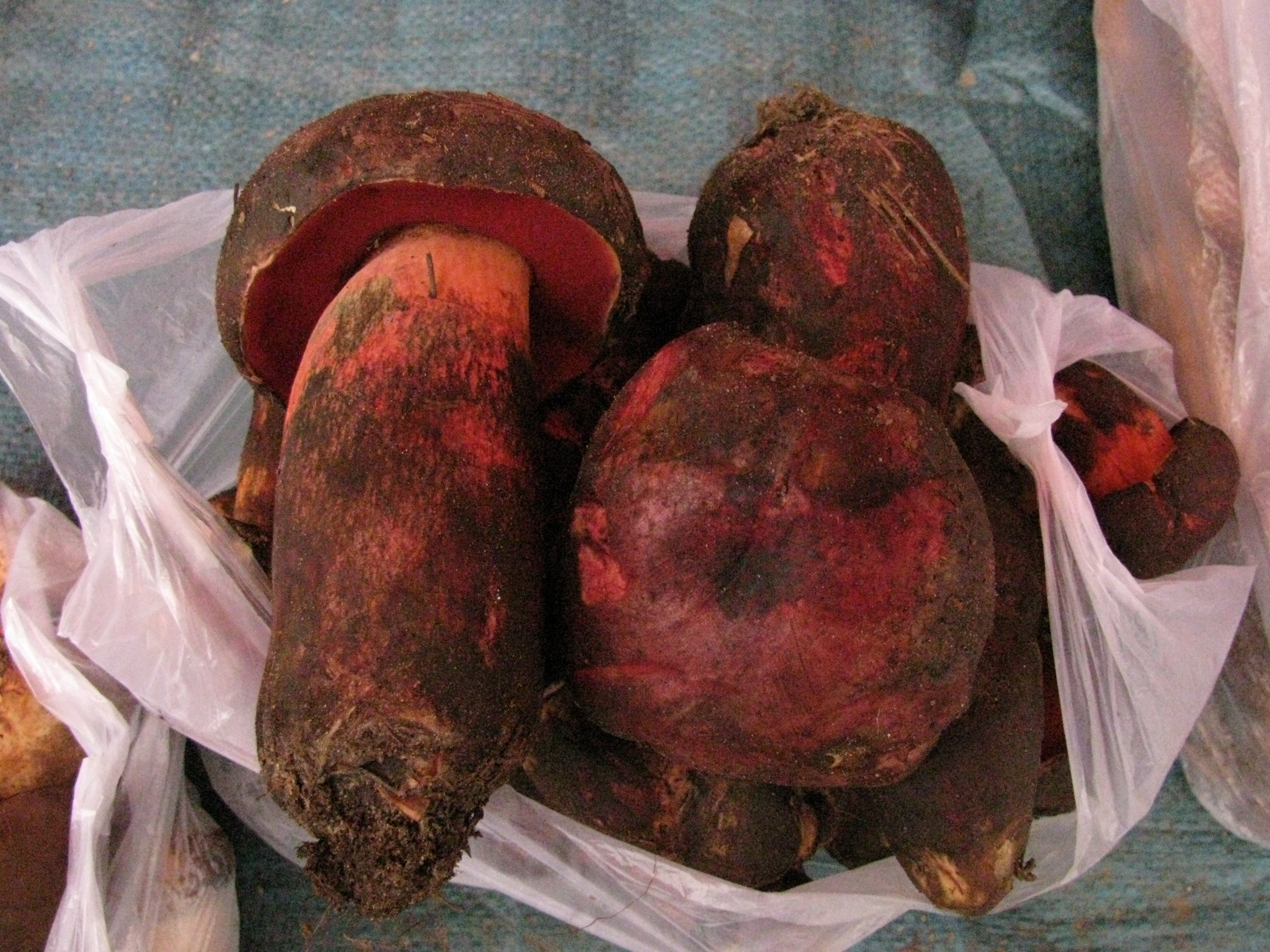
Rubroboletus sinicus.